# North Penobscot (Maine)
North Penobscot es un territorio no organizado ubicado en el condado de Penobscot en el estado estadounidense de Maine. En el Censo de 2010 tenía una población de 463 habitantes y una densidad poblacional de 0,16 personas por km².

## Geografía
North Penobscot se encuentra ubicado en las coordenadas 45°52′37″N 68°41′44″O / 45.87694, -68.69556. Según la Oficina del Censo de los Estados Unidos, North Penobscot tiene una superficie total de 2895.32 km², de la cual 2724.48 km² corresponden a tierra firme y (5.9%) 170.83 km² es agua.

## Demografía
Según el censo de 2010, había 463 personas residiendo en North Penobscot. La densidad de población era de 0,16 hab./km². De los 463 habitantes, North Penobscot estaba compuesto por el 99.14% blancos, el 0.43% eran afroamericanos, el 0% eran amerindios, el 0% eran asiáticos, el 0% eran isleños del Pacífico, el 0% eran de otras razas y el 0.43% pertenecían a dos o más razas. Del total de la población el 0% eran hispanos o latinos de cualquier raza.